# Entogonia
Entogonia es un género de polillas monotípico perteneciente a la familia Geometridae, descrita por primera vez por el lepidopterólogo inglés William Warren en 1904. Tiene amplia deistribución en el Neártico.Es un género bastante aislado, es decir, que consiste en pocas especies relacionadas estructural o filogenéticamente. Tiene cercana relacón con el género Achlora.

## Descripción
Las antenas del macho son uniformemente ciliada. El tórax ligeramente piloso por debajo. La tibia posterior es dilatada, con un fuerte penacho en forma de lápiz y espolones medianos bien desarrollados. Extensión alar 30 mm. Las alas cuentan con escamas suaves. El ala anterior es triangular, la costa del ala es casi recta.

## Especies
| Entogonia | \| \| Entogonia cuprearia Guenée, 1858 \| \| \| \| \| \| Entogonia cuprinaria Guenée, 1858 \| \| \| \| \| \| Entogonia icaunaria Walker, 1860 \| \| \| \| \| \| Entogonia schistacea Warren, 1904 \| \| \| \| |
|           | \| \| Entogonia cuprearia Guenée, 1858 \| \| \| \| \| \| Entogonia cuprinaria Guenée, 1858 \| \| \| \| \| \| Entogonia icaunaria Walker, 1860 \| \| \| \| \| \| Entogonia schistacea Warren, 1904 \| \| \| \| |
|           | Entogonia cuprearia Guenée, 1858 |
|           | |
|           | Entogonia cuprinaria Guenée, 1858 |
|           | |
|           | Entogonia icaunaria Walker, 1860 |
|           | |
|           | Entogonia schistacea Warren, 1904 |
|           | |